# Келлінггузен
Келлінггузен (нім. Kellinghusen) — місто в Німеччині, розташоване в землі Шлезвіг-Гольштейн. Входить до складу району Штайнбург. Центр об'єднання громад Келлінггузен.
Площа — 18,81 км2. Населення становить 8144 ос. (станом на 31 грудня 2020).

## Галерея

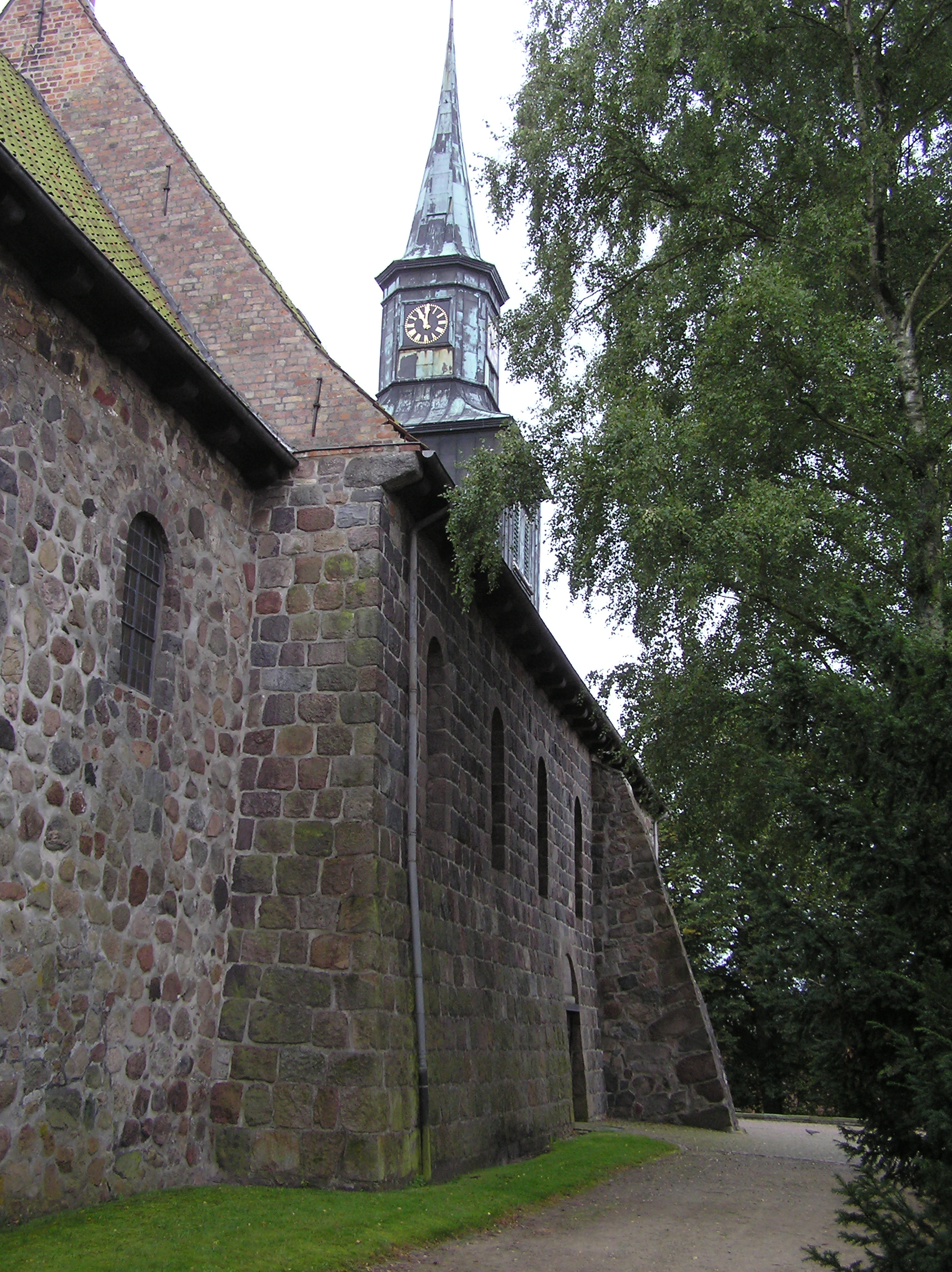
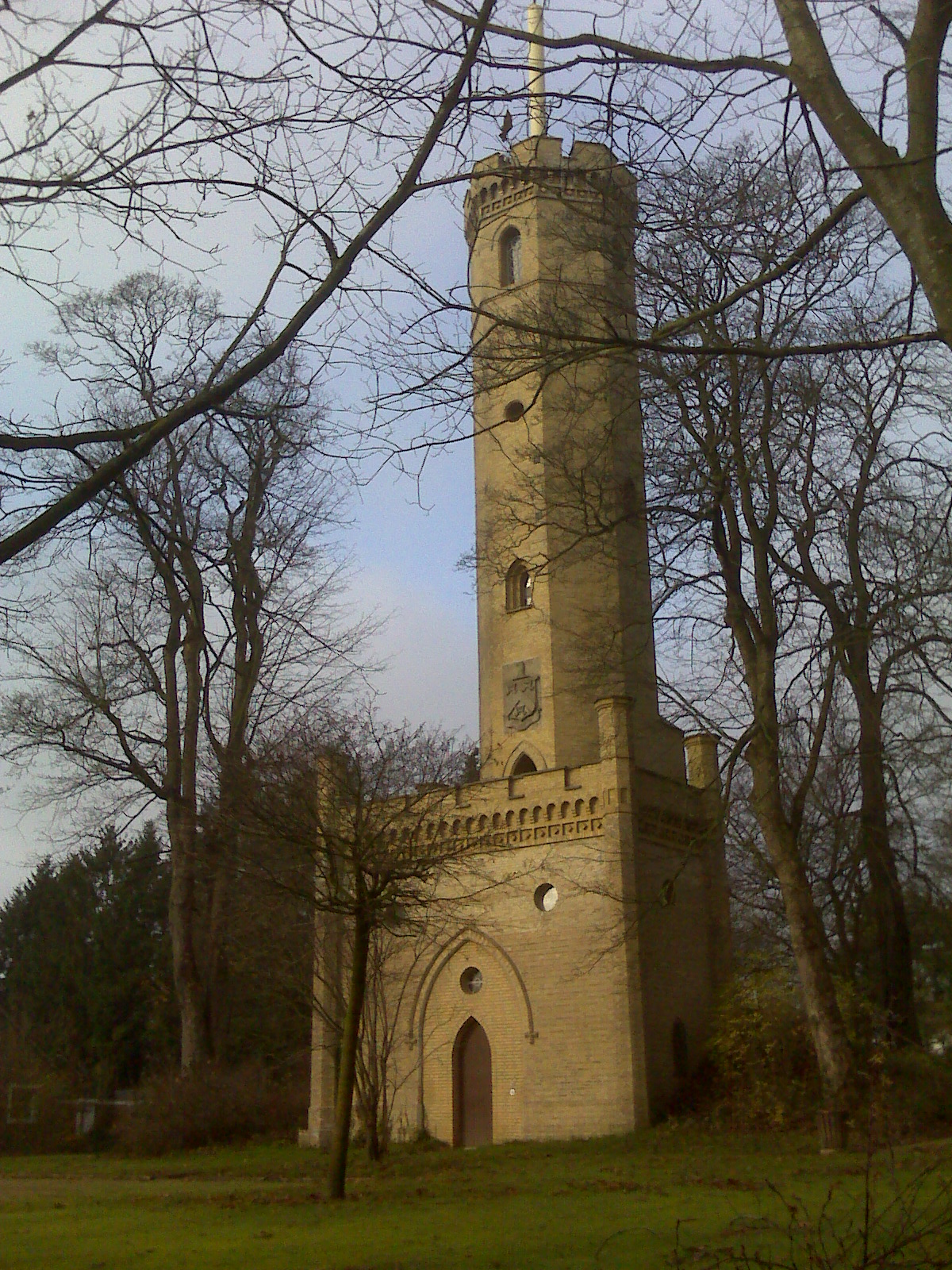
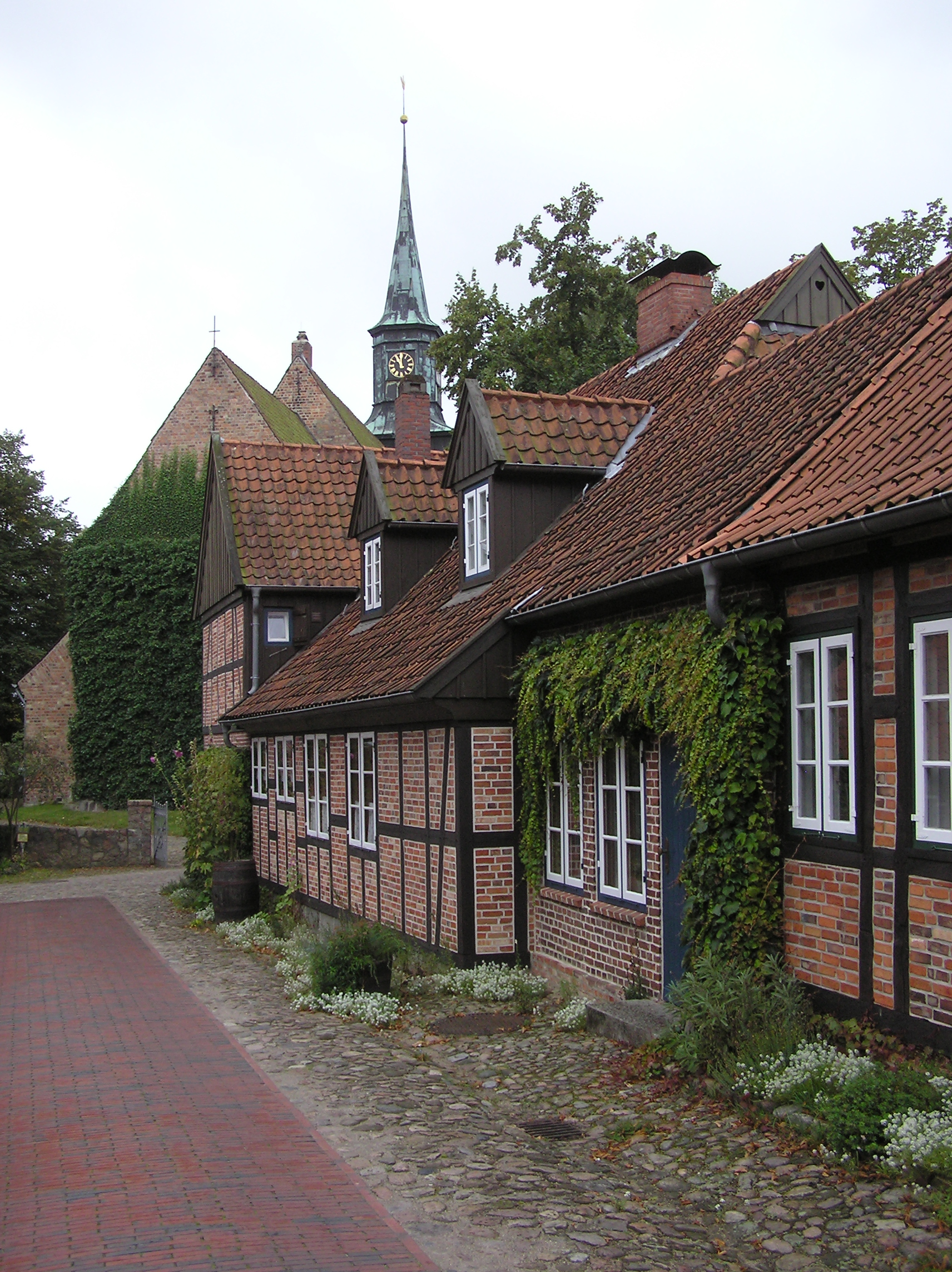
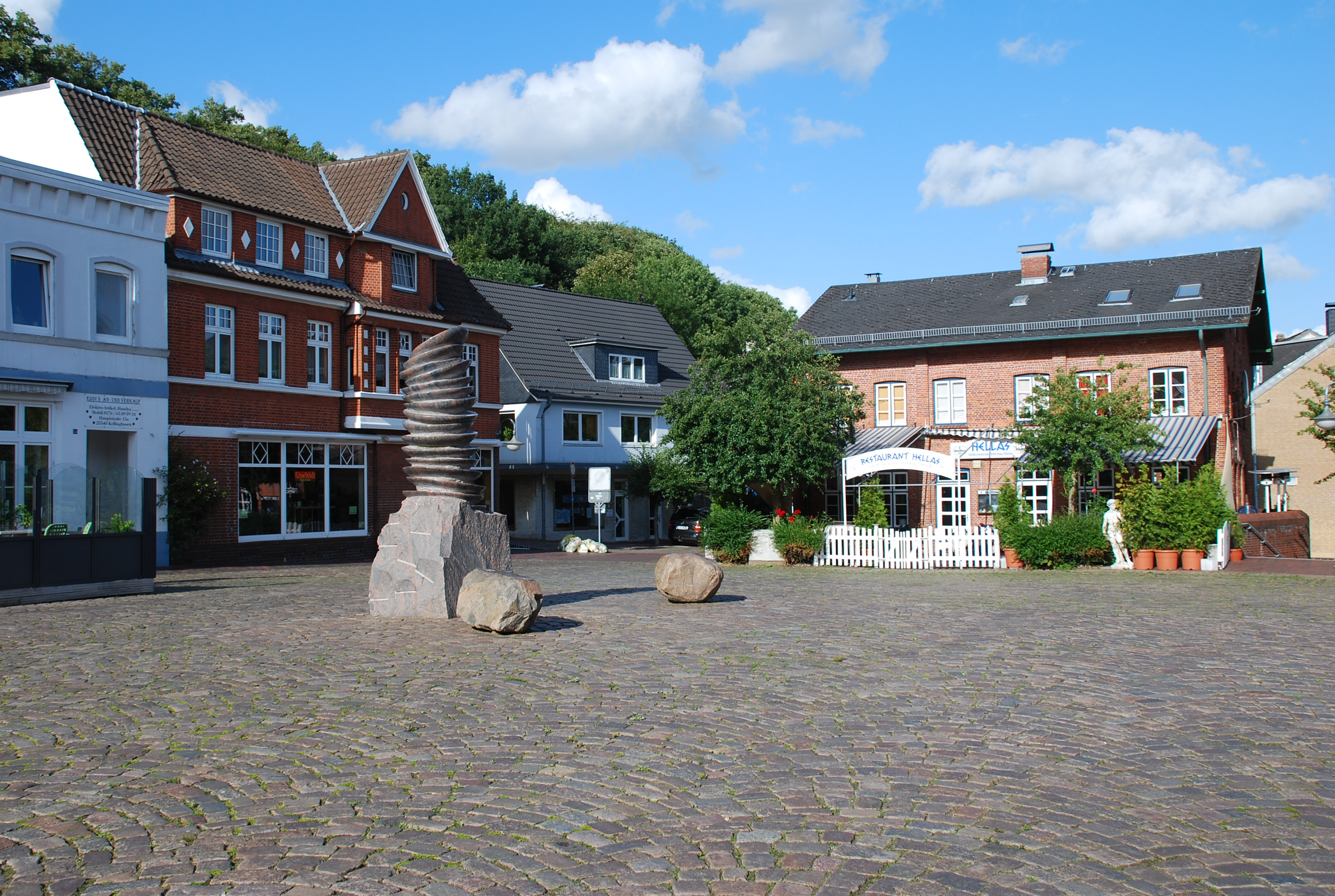

## Географії

### Адміністративний поділ
Місто  складається з 6 районів:
- Фельдгузен
- Мюленбек
- Оферндорф
- Гренгуде
- Рензінг
- Форбрюгге